# Lingue tankiche
Le lingue tankiche formano una piccola famiglia linguistica delle lingue australiane aborigene parlate nel Territorio del Nord dell'Australia lungo il fiume Victoria River. 

Si pensa che siano in larga parte imparentate con le lingue pama-nyunga. 
Le lingue tankiche sono il Lardil (Leerdil) e il suo registro speciale Damin (Demiin), il Kayardild e lo Yukulta (conosciuto anche come Ganggalida o Nyangga). 

Di queste il Lardil è quello che si discosta maggiormente, mentre lo Yukulta e il Kayardild sono reciprocamente comprensibili.
La lingua minkin, estinta e dalle scarse testimonianze, potrebbe essere stata una lingua della famiglia Tankica.